# Doktorzy honoris causa Uniwersytetu im. Adama Mickiewicza w Poznaniu
Lista osób uhonorowanych tytułem doktor honoris causa przez Uniwersytet im. Adama Mickiewicza w Poznaniu.

## II Rzeczpospolita
- 1922
  - 15 grudnia
    - Maria Skłodowska-Curie, profesor chemii, fizyki na Sorbonie, dwukrotna laureatka nagrody Nobla
    - Roman Dmowski, polityk
    - Józef Rivoli, profesor geografii, leśnictwa
- 1923
  - 16 kwietnia – Ferdinand Foch, Marszałek Francji i Polski
  - 12 października – Heliodor Święcicki, założyciel Uniwersytetu Poznańskiego, lekarz
- 1924
  - 8 września – Edward Mandell House, doradca Prezydenta Wilsona
  - 8 października – Ignacy Jan Paderewski, polityk, kompozytor, pianista
- 1925
  - 3 grudnia – Oswald Balzer, profesor historii prawa
- 1926
  - 16 czerwca
    - bp Stanisław Łukomski, biskup łomżyński
    - Józef Paczoski, profesor systematyki i geografii roślin
- 1928
  - 16 listopada – Jan Michał Rozwadowski, profesor językoznawstwa indoeuropejskiego
- 1929
  - 24 kwietnia
    - Józef Kallenbach, profesor historii, literatury polskiej
    - Józef Mikułowski-Pomorski, profesor chemii rolnej
- 1930
  - 21 maja
    - Kazimierz Twardowski, profesor filozofii
    - Tadeusz Zieliński, profesor filologii klasycznej
- 1931
  - 16 stycznia – Władysław Abraham, profesor prawa kanonicznego
- 1932
  - 13 maja – Edward Porębowicz, profesor filologii romańskiej
- 1933
  - 30 czerwca
    - Eugeniusz Romer, profesor geografii
    - Stanisław Zaremba, profesor matematyki

  - 10 listopada – Józef Piłsudski, Marszałek Polski
- 1935
  - 6 grudnia – Ignacy Mościcki, profesor chemii, Prezydent RP
- 1936
  - 22 maja – Tadeusz Banachiewicz, profesor astronomii i matematyki
- 1938
  - 1 kwietnia – Ignacy Chrzanowski, profesor historii literatury polskiej
- 1939
  - 23 czerwca – Karol Malsburg, profesor hodowli zwierząt

## Polska Rzeczpospolita Ludowa
- 1951
  - 30 stycznia – Adolf Chybiński, profesor muzykologii
- 1960
  - 4 stycznia – Józef Kostrzewski, profesor archeologii
  - 30 maja
    - Kazimierz Tymieniecki, profesor historii
    - Ambroise Jobert, profesor historii prawa
- 1962
  - 2 kwietnia – Jan Czekanowski, profesor antropologii
- 1963
  - 4 lutego – Kazimierz Ajdukiewicz, profesor logiki
  - 11 marca – Hugo Steinhaus, profesor matematyki
- 1964
  - 7 grudnia – Alfred Ohanowicz, profesor prawa cywilnego
- 1965
  - 30 czerwca
    - Jean Fabre, profesor literatury francuskiej
    - Knut Olof Falk, profesor Instytutu Słowiańskiego
    - Stefan Rozmaryn, profesor prawa państwowego

  - 6 grudnia – Czesław Znamierowski, profesor teorii państwa i prawa
  - 22 grudnia
    - Witold Trąmpczyński, profesor ekonomii politycznej
    - Henryk Łowmiański, 1965 profesor historii średniowiecznej
- 1966
  - 7 listopada – Fryderyk Wolf, profesor chemii
- 1967
  - 9 stycznia – Leon Marion, profesor chemii
- 1968
  - 6 maja – Maurice Bouvier Ajam, profesor prawa
  - 21 grudnia
    - Herman Buddensieg, wydawca czasopisma Mickiewicz-Blätter
    - Georges Castellan, profesor historii, bałkanista
    - Heinz Tillmann, profesor historii nowożytnej i najnowszej
    - Jerzy Suszko, profesor chemii
    - Roman Pollak, profesor historii literatury polskiej
    - Władimir I. Chotkiewicz, profesor fizyki
    - Aleksander Charitonowicz Machnienko, profesor prawa państwowego
- 1969
  - 10 lutego – Richard Norman Jones, profesor spektrochemii organicznej
- 1970
  - 12 czerwca – Borislav Blagojivič, profesor prawa
  - 7 grudnia Szczepan Szczeniowski, profesor fizyki
- 1971
  - 13 grudnia – Mikołaj Rudnicki, profesor językoznawstwa indoeuropejskiego
- 1972
  - 7 lutego – August McIntosh, profesor językoznawstwa ogólnego i angielskiego
- 1973
  - 7 maja
    - Michaił Aleksiejew, profesor slawistyki
    - Reinhold Olesch, profesor slawistyki
    - Walentin Kiparski, profesor slawistyki
- 1974
  - 10 stycznia – Margot Honecker, minister oświaty NRD
  - 8 kwietnia – Aleksiej Okładnikow, profesor archeologii
  - 3 czerwca – Ljubomir Durković-Jaksić, profesor historii
- 1976
  - 1 marca – Gunnar Hoppe, profesor geografii fizycznej
- 1977
  - 2 maja
    - Janusz Pajewski, profesor historii
    - Roger Asselineau, profesor literatury
    - Harry Sisler, profesor chemii
- 1979
  - 4 czerwca – Jean-Pierre Ebel, profesor biologii molekularnej
  - 3 grudnia – Nelson Jordan Leonard, profesor chemii organicznej i biochemii
- 1981
  - 5 października – Kazimiera Iłłakowiczówna, poetka
- 1983
  - 28 marca – Rajmund Galon, profesor geografii regionalnej i geomorfologii
  - 23 sierpnia – Władysław Orlicz, profesor matematyki
  - 19 grudnia
    - Arkadiusz Piekara, profesor fizyki
    - Nils Erik Enkvist(inne języki), profesor językoznawstwa
    - Werner Winter, profesor językoznawstwa
- 1984
  - 22 maja – Karl Otmar Aretin, profesor historii
  - 9 października – Władysław Kuraszkiewicz, profesor językoznawstwa
- 1986
  - 17 listopada – Witold Hensel, profesor archeologii, mediewista
- 1987
  - 30 czerwca – Krzysztof Penderecki, kompozytor, dyrygent
- 1988
  - 12 grudnia
    - Klaus Zernack, profesor historii
    - Friedrich Karl Beier, profesor prawa
    - Rajmond Andrew, profesor fizyki i radiologii

  - 30 grudnia – Robert Maxwell, wydawca prasowy

## III Rzeczpospolita
- 1989
  - 22 września – Aleksander Gieysztor, profesor historii, mediewista
  - 20 listopada – Calyampudi Radhakrishna Rao, profesor statystyki matematycznej
- 1990
  - 12 marca
    - Günter Grass, pisarz
    - Alfred Jahn, profesor geografii

  - 20 czerwca
    - Joahim Hirsch, profesor prawa karnego
    - Alan Katritzky, profesor chemii

  - 23 października – Jan Nowak-Jeziorański dziennikarz, pisarz i działacz polityczny
  - 19 listopada – Kazimierz Dziewoński, profesor geografii
  - 10 grudnia – Randolph Quirk, profesor językoznawstwa
- 1991
  - 21 stycznia – Gustaw Herling-Grudziński, pisarz
  - 15 kwietnia
    - Jan Zwisłocki, profesor akustyki
    - Broder Carstensen, profesor językoznawstwa
- 1992
  - 27 stycznia – Wacław Leonowicz Kretowicz, profesor fizjologii i biochemii roślin
  - 25 maja – Włodzimierz Kołos, profesor chemii
  - 30 listopada
    - Stanisław Urbańczyk, profesor językoznawstwa
    - Paul Erdős, profesor matematyki
    - Klaus Staemmler, tłumacz literatury polskiej na język niemiecki
- 1993
  - 1 marca – Michael Müller-Wille, profesor archeologii
  - 25 października – Arnold Brossi, profesor chemii
- 1994
  - 28 lutego – Har Gobind Khorana, profesor chemii i genetyki molekularnej
  - 30 maja – Mary Robinson, Prezydent Irlandii
- 1995
  - 27 lutego – Wisława Szymborska, poetka, laureatka nagrody Nobla
  - 27 marca – Ernst Hakon Jahr, profesor językoznawstwa
  - 29 maja – Stefan Stuligrosz, muzykolog, kompozytor, dyrygent, profesor Akademii Muzycznej w Poznaniu
- 1996
  - 23 września – Aron Guriewicz, profesor historii
- 1997
  - 27 stycznia – Dominik Lasok, profesor prawa
  - 29 września – Jerzy Łanowski, profesor filologii klasycznej
- 1998
  - 23 lutego – Jerzy Zubrzycki, profesor socjologii
  - 25 maja
    - Hans Wolfgang Spiess, profesor fizyki chemicznej
    - Marian Biskup, profesor historii

  - 29 czerwca – Javier Solana, profesor fizyki, Sekretarz Generalny NATO w latach 1995–1999
- 1999
  - 29 marca – Wolfgang Viereck, profesor literatury angielskiej i językoznawca niemiecki
- 2000
  - 29 maja – William R. Dolbier, profesor chemii
- 2001
  - 26 lutego – papież Jan Paweł II
  - 23 kwietnia – Michał Głowiński, profesor literatury polskiej, krytyk, prozaik
  - 25 czerwca – Jerzy Janik, profesor fizyki neutronowej
- 2002
  - 27 maja – Manfred A. Dauses, profesor prawa publicznego
- 2004
  - 22 marca – Zenon Kardynał Grocholewski, prefekt watykańskiej Kongregacji Edukacji Katolickiej
  - 24 maja – Peter Brook, twórca współczesnego teatru i filmu
- 2005
  - 21 marca – Aleksander Pełczyński, profesor matematyki
- 2006
  - 30 marca – Robert Pecora – profesor matematyki
  - 25 września – Jan Strelau – profesor psychologii
- 2007
  - 13 marca – Tadeusz Kotula, profesor historii, wieloletni pracownik Uniwersytetu Wrocławskiego
- 2008
  - 11 grudnia 2008 – Al Gore – 45. Wiceprezydent Stanów Zjednoczonych Ameryki, Laureat Pokojowej Nagrody Nobla w roku 2007 za działania na rzecz przeciwdziałania globalnemu ociepleniu
- 2009
  - 20 maja 2009 – Gerd Alberti – profesor zoologii, specjalizujący się w histologii układów rozrodczych stawonogów
  - 29 czerwca 2009:
    - Jerzy Fedorowski – profesor geologii, były rektor UAM
    - Robert H. Grubbs – profesor chemii, laureat Nagrody Nobla
- 2011
  - 24 października 2011 – Cheong Byung-kwon – profesor literatur słowiańskich Koreańskiego Uniwersytetu Języków Obcych, założyciel studiów polonistycznych w Korei Południowej
  - 19 grudnia 2011 – Andrzej Schinzel – profesor matematyki
- 2012
  - 28 maja 2012 – John Maxwell Coetzee – profesor literatury angielskiej, laureat Nagrody Nobla i (dwukrotny) Nagrody Bookera
- 2013
  - 24 czerwca 2013 – Béla Bollobás – profesor matematyki
- 2014
  - 24 lutego 2014 – Tadeusz Maliński – profesor chemii, biochemik i farmakolog
  - 26 maja 2014 – Henryk Samsonowicz – profesor historii
  - 24 listopada 2014:
    - Julia Hartwig – poetka i eseistka, tłumaczka literatury pięknej z języka francuskiego i angielskiego
    - Peter Nijkamp – profesor ekonomii, ekonomii przestrzennej i geografii społeczno-ekonomicznej

  - 22 grudnia 2014 – Jan C. Joerden – profesor prawa, orędownik niemiecko-polskiej współpracy naukowej
- 2015
  - 23 marca 2015 – Brian Cecil Joseph Moore – badacz zjawisk psychoakustycznych, profesor Uniwersytetu w Cambridge
  - 23 marca 2015 – Wolfgang Ulrich Dressler – językoznawca, profesor Uniwersytetu Wiedeńskiego
- 2016
  - 30 maja 2016 – Krzysztof Matyjaszewski – chemik, profesor Carnegie Mellon University
- 2017
  - 26 czerwca 2017 – Rolf Fieguth – niemiecki slawista, polonista i tłumacz, profesor Uniwersytetu we Fryburgu
  - 30 października 2017 – Janusz Jurczak – profesor chemii
- 2019
  - 28 stycznia 2019 – Reinhard Lührmann – biolog molekularny, profesor i dyrektor Instytutu Chemii Biofizycznej Maxa Plancka(inne języki)
- 2023
  - 29 czerwca 2023 – Orhan Pamuk – turecki pisarz, laureat literackiej Nagrody Nobla[1]